# Eupolyphaga sinensis
Eupolyphaga sinensis es una especie de cucaracha del género Eupolyphaga, familia Corydiidae, orden Blattodea.

## Distribución
Se distribuye por Asia: China y Mongolia.

## Taxonomía
Fue descrita por Walker, F. en 1868 y publicada en Walker, F. 1868. Catalogue of the Specimens of Blattariae in the Collection of the British Museum, British Museum (Natural History), London 239.